# BuSG Aufbau Eisleben
BuSG Aufbau Eisleben is een Duitse sportclub uit Eisleben, Saksen-Anhalt. De club is actief in voetbal, gymnastiek, kegelen, tafeltennis en wandelen.

## Geschiedenis
De club werd op 7 maart 1909 opgericht als FC Hohenzollern Helfta. Tot 1960 was Helfta een zelfstandige gemeente, daarna werd het een deelgemeente van Eisleben. De club was aangesloten bij de Midden-Duitse voetbalbond en werd in 1916 kampioen van het Graafschap Mansfeld en plaatste zich zo voor de Midden-Duitse eindronde. De club verloor met zware 8:0 cijfers van Hallescher BC Borussia 02 en was uitgeschakeld. Na de Eerste Wereldoorlog en de val van het Duitse keizershuis Hohenzollern werd de naam gewijzigd in FC Helfta.
Na de Tweede Wereldoorlog fuseerde de club tot Wacker 09 Helfta. In 1948 werd weer met voetbal begonnen. De club werd een BSG en nam in 1953 de naam BSG Stahl Helfta aan en in 1957 BSG Traktor Helfta. In maart 1972 werd de naam Traktor-Aufbau Helfta en in september werd het Aufbau-Traktor Helfta.
Na de Duitse hereniging werd de huidige naam aangenomen.